# Bric delle Camere
Il Bric delle Camere (1.018 m) è una montagna dell'Appennino ligure.

## Descrizione

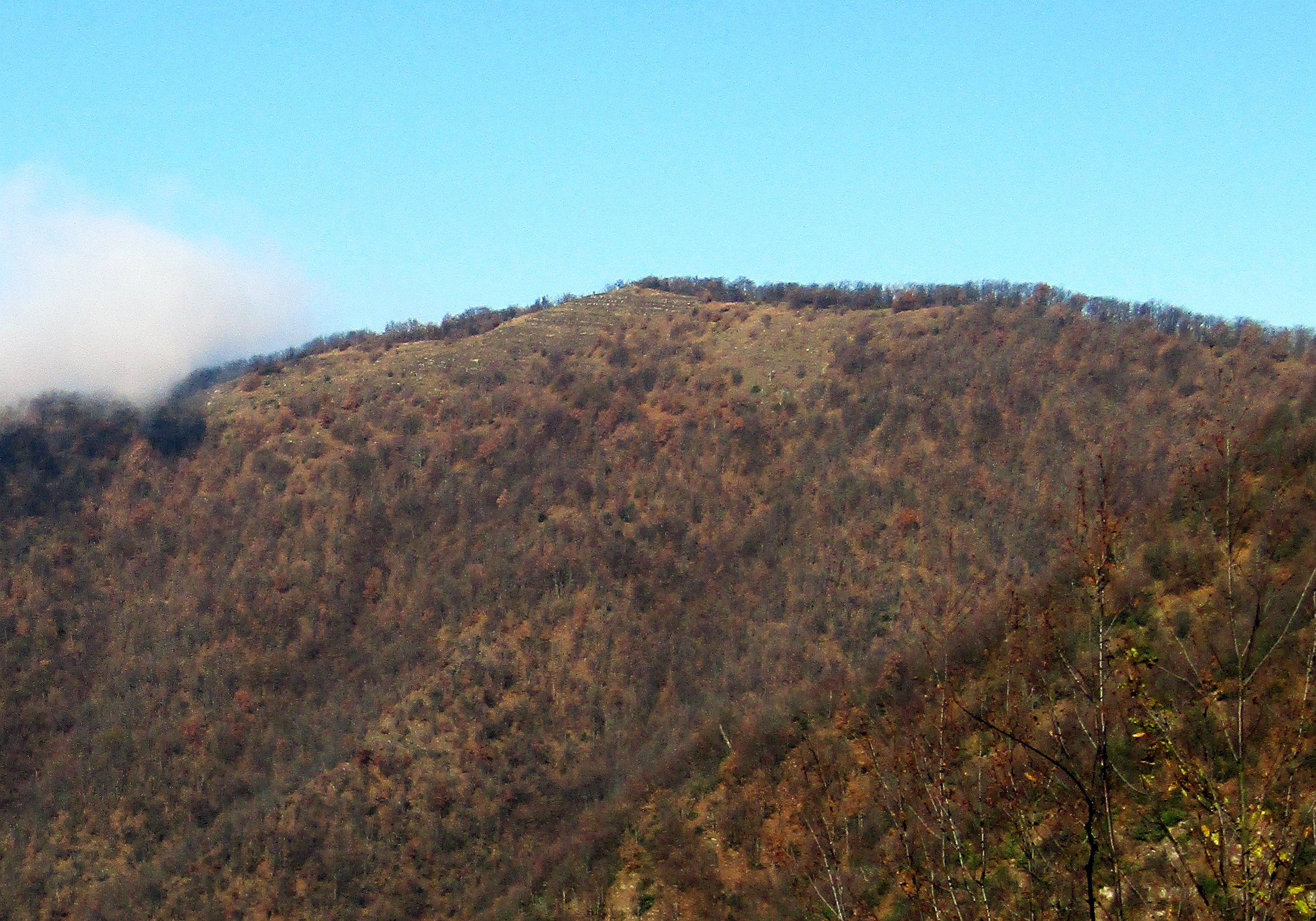
Vista da Caprieto

Il monte si trova al confine amministrativo tra la città metropolitana di Genova e la provincia di Alessandria, quindi tra Piemonte e Liguria. Geograficamente, la vetta giace spartiacque tra val Vobbia, valle Spinti e val Sisola (val Borbera). È il rilievo più elevato della zona.

## Caratteristiche ambientali
È una piramide erbosa non molto appariscente. Sul lato nord è coperta da boschi fino alla vetta. Dalla montagna nasce il torrente Spinti. Sul versante alessandrino del monte è stata segnalata una stazione di Scilla italica, una liliacea anche nota come Hyacinthoides italica e piuttosto rara.
Vi è presente anche l'issopo.

## Accesso alla cima

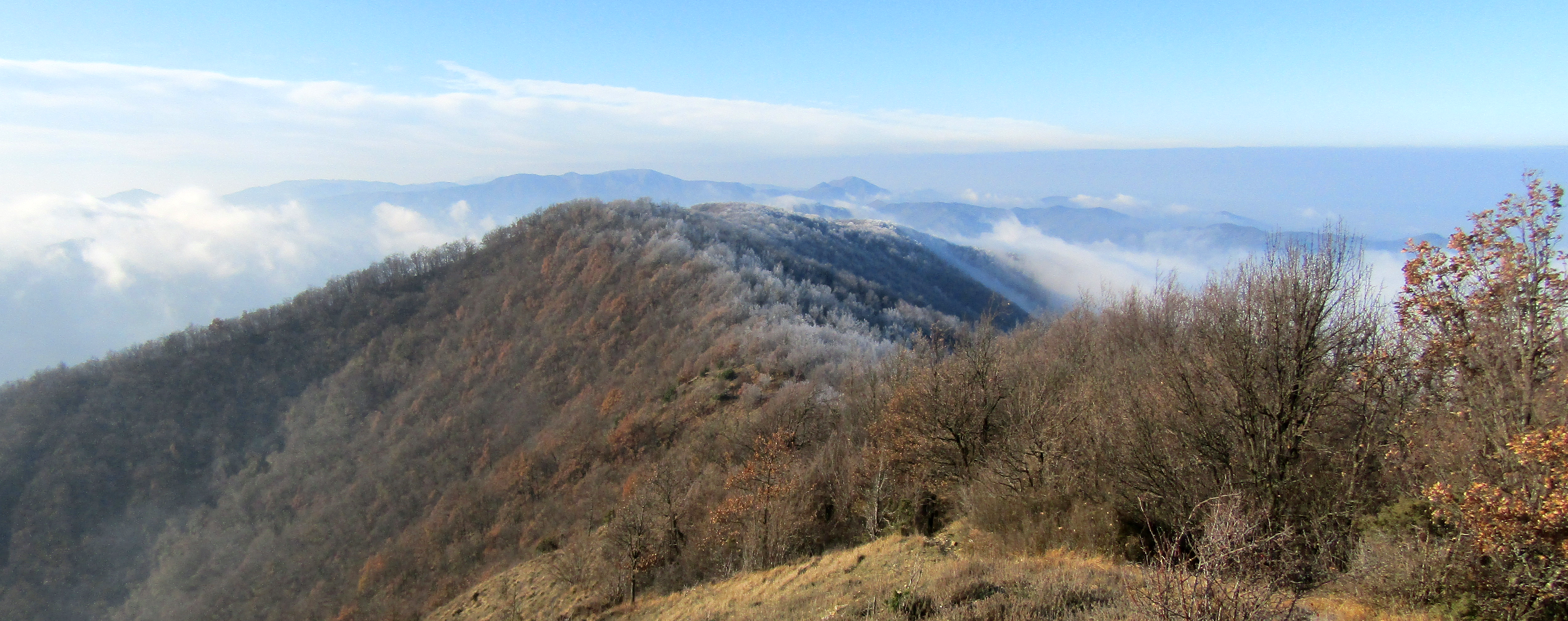
Vista autunnale verso la pianura Padana

Il Bric delle Camere è raggiunto dal sentiero nr. 200, che fa parte dell'"Anello Bormida-Spinti", un lungo itinerario escursionistico della Rete escursionistica della Regione Piemonte. In alternativa si può salire da Pertuso, passando poi per la frazione Camere Vecchie, con un itinerario di tipo escursionistico di difficoltà valutata in EE.